# Nákladní letadlo

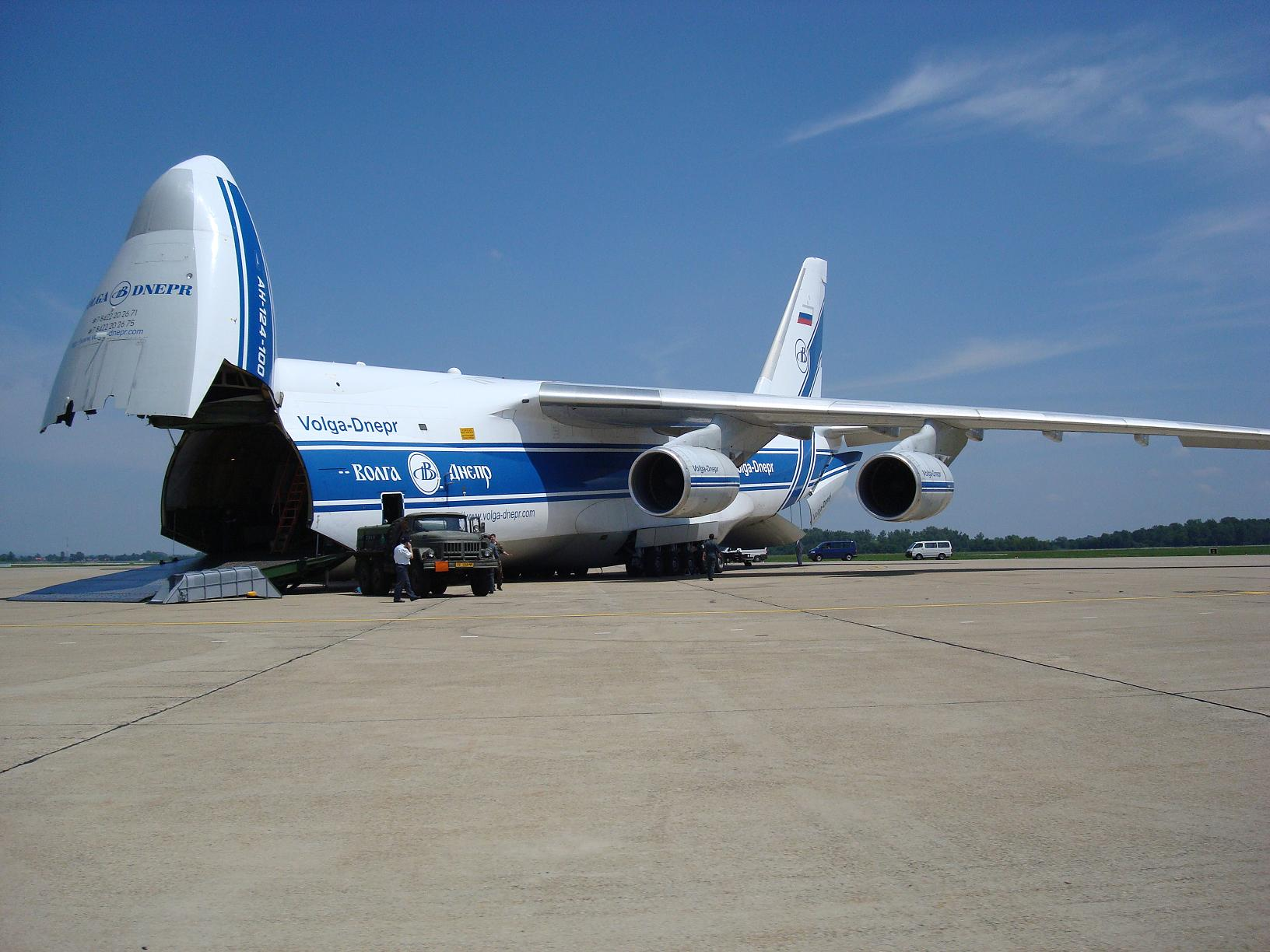
Antonov An-124 připravený k nakládaní

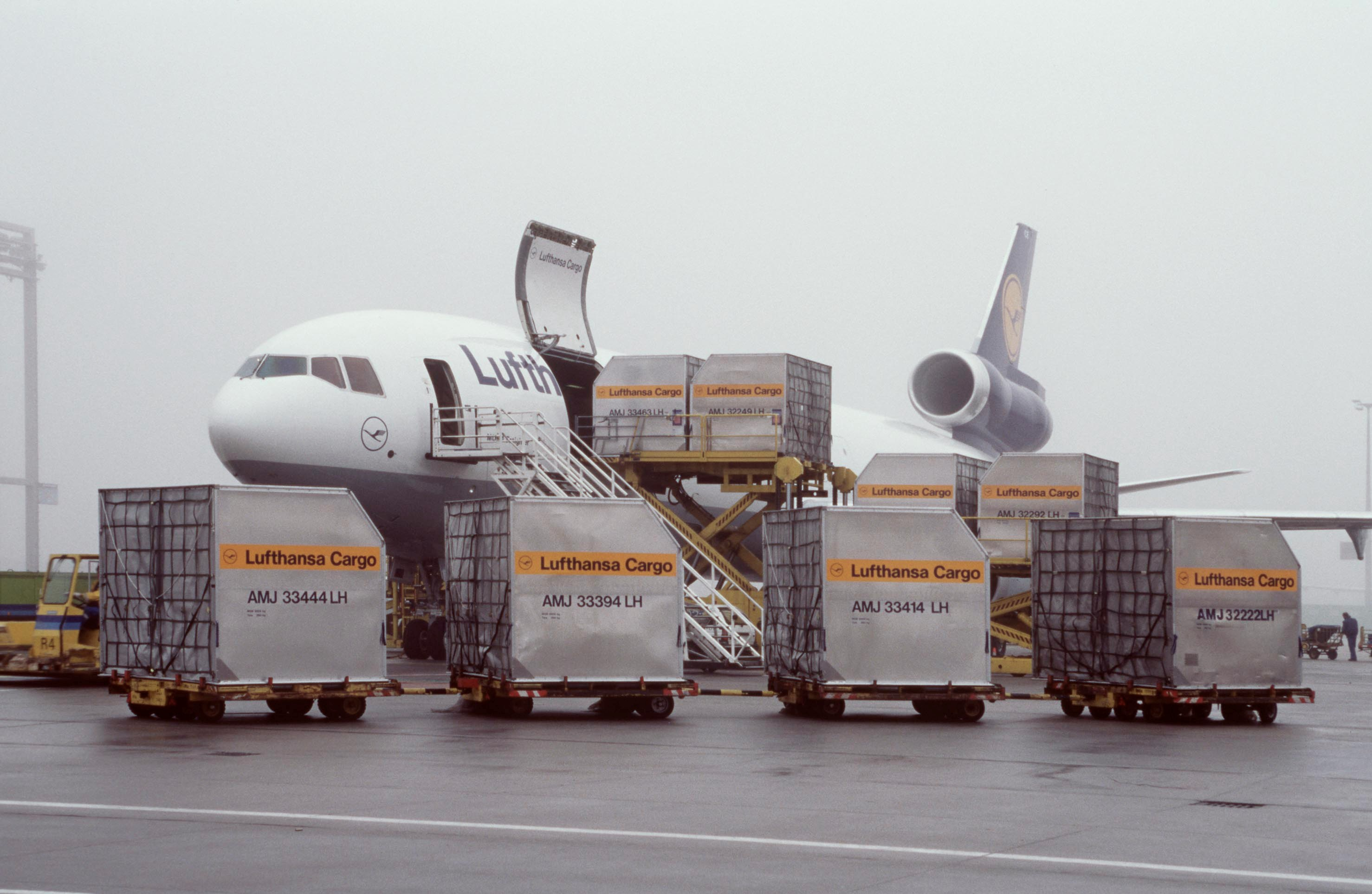
Nakládka letounu MD-11-F kontejnery nákladovými dveřmi na hlavní palubu

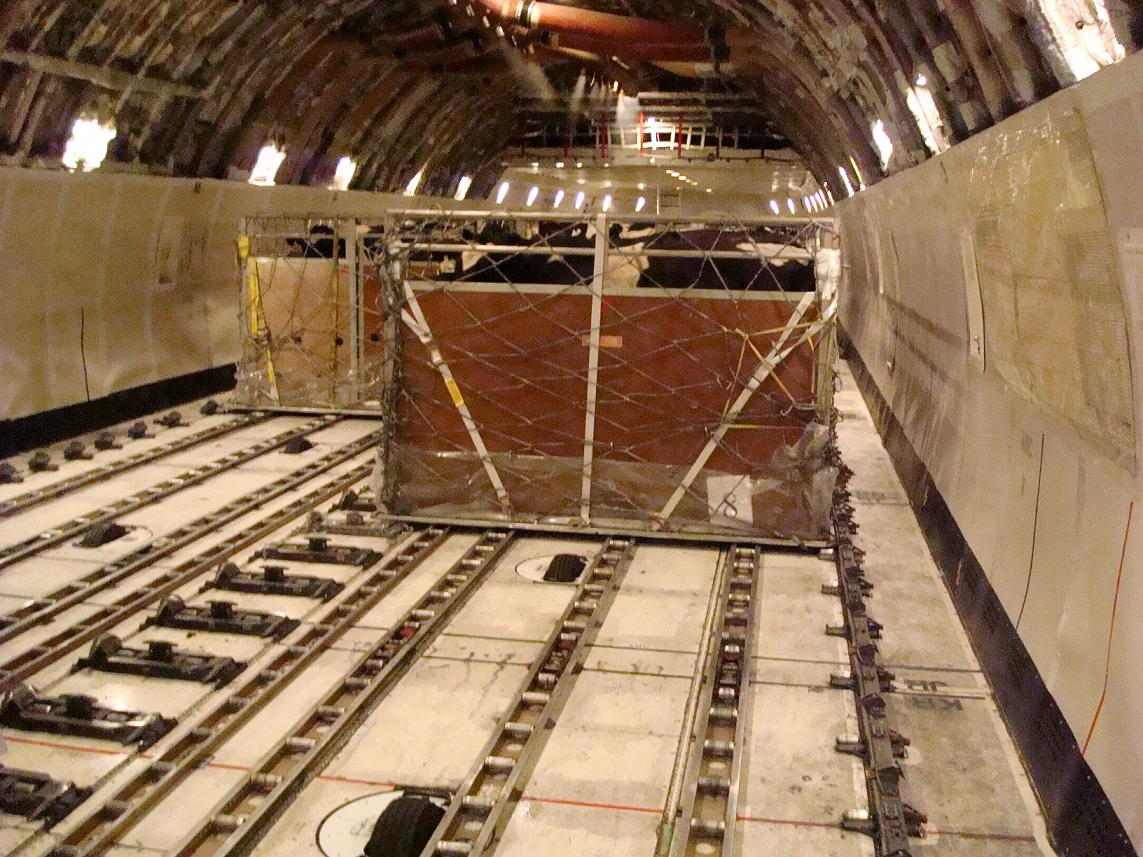
Horní paluba letounu Boeing 747

Nákladní letadlo je civilní (občanské, komerční) nebo vojenské letadlo (viz transportní letoun) navržené a určené k přepravě spíše nákladu jako je zboží než pasažérů. Tato úloha vyžaduje spoustu speciálních rysů, díky kterým je tento letoun ihned rozpoznatelný; jedná se většinou o hornoplošník (umožňuje dopravu objemných nákladů přímo k letounu), letoun má i mohutný trup, vysoký počet kol, díky kterým dokáže přistát na neupravených plochách, vodorovné ocasní plochy bývají umístěny na horní části svislé ocasní plochy a tak může být náklad vykládán i nakládán přímo z letadla bez větších problémů. Dále obvykle neobsahují vybavení pro cestující a mívají jedny nebo více velkých dveří pro manipulaci s nákladem.
I některé dopravní letouny bývají přestavovány na nákladní - podlaha se zesílí, odstraní se sedadla, bufety a toalety, místo toho se namontují pojezdy pro palety, okna se zaslepí, přidají se boční nákladové dveře atd.
Největším nákladním letadlem byl Antonov An-225 Mrija, který dokázal dopravit náklad až 250 tun a který byl zničen v roce 2022 při ruském útoku na ukrajinské letiště Hostomel.

## Příklady
- Douglas C-47 Skytrain
- Curtiss C-46 Commando
- Douglas C-54 Skymaster
- Lockheed C-130 Hercules
- McDonnell Douglas C-17 Globemaster III
- C-5 Galaxy
- Junkers Ju 52
- Junkers Ju 290
- Avro York
- Antonov An-26
- Antonov An-70
- Antonov An-124
- Antonov An-74
- Iljušin Il-14
- Iljušin Il-76
- Airbus A310 MRTT
- Airbus A330 MRTT
- Airbus A400M
- CASA C-295